# Valerianella kotschyi
Valerianella kotschyi är en kaprifolväxtart som beskrevs av Pierre Edmond Boissier. Valerianella kotschyi ingår i släktet klynnen, och familjen kaprifolväxter. Inga underarter finns listade i Catalogue of Life.